# フレデリック・ダグラス
フレデリック・ダグラス（Frederick Douglass、1818年 - 1895年2月20日）は、アメリカ合衆国メリーランド州出身の元奴隷、奴隷制度廃止運動家、新聞社主宰、政治家。
編集・講演・執筆・政治家としての活動を通して、奴隷制廃止論を唱えたアフリカ系アメリカ人の活動家である。その強硬な姿勢から「アナコスティア・ライオン」などと呼ばれた。

## 生い立ち
フレデリック・ダグラスは、メリーランド州タルボット郡にて奴隷として生を受けた。自身は1817年の生まれと思っていたが生年は定かではない。母親とは隔離されて生活させられるが、彼が7歳の時にその母も死ぬ。父親ははっきりせず、彼の奴隷所有者 (Slave master) であった白人のアーロン・アンソニーだろうとダグラス本人が語ったこともあったが、後にそれも疑わしいことを本人も認めた。
アンソニーの死後、12歳のダグラスはボルチモアの別の奴隷所有者の元へ引き渡され、当時違法ながら女主人に文字を習った。後に彼女の夫に禁じられたが、街灯と使い古した教科書で勉強を続けた。読み書きを覚えたころには農場を出て、ボルチモアの造船所で都市奴隷として働いていたが、1833年に主人が死に、その後始末に農場に送り返された。
1838年9月3日、奴隷の境遇から脱出を図る。船員服に黒人仲間からもらった身分証を携えて列車に乗り込み、ペンシルベニア州フィラデルフィアを経由してニューヨークに辿り着く。

## 主な活動

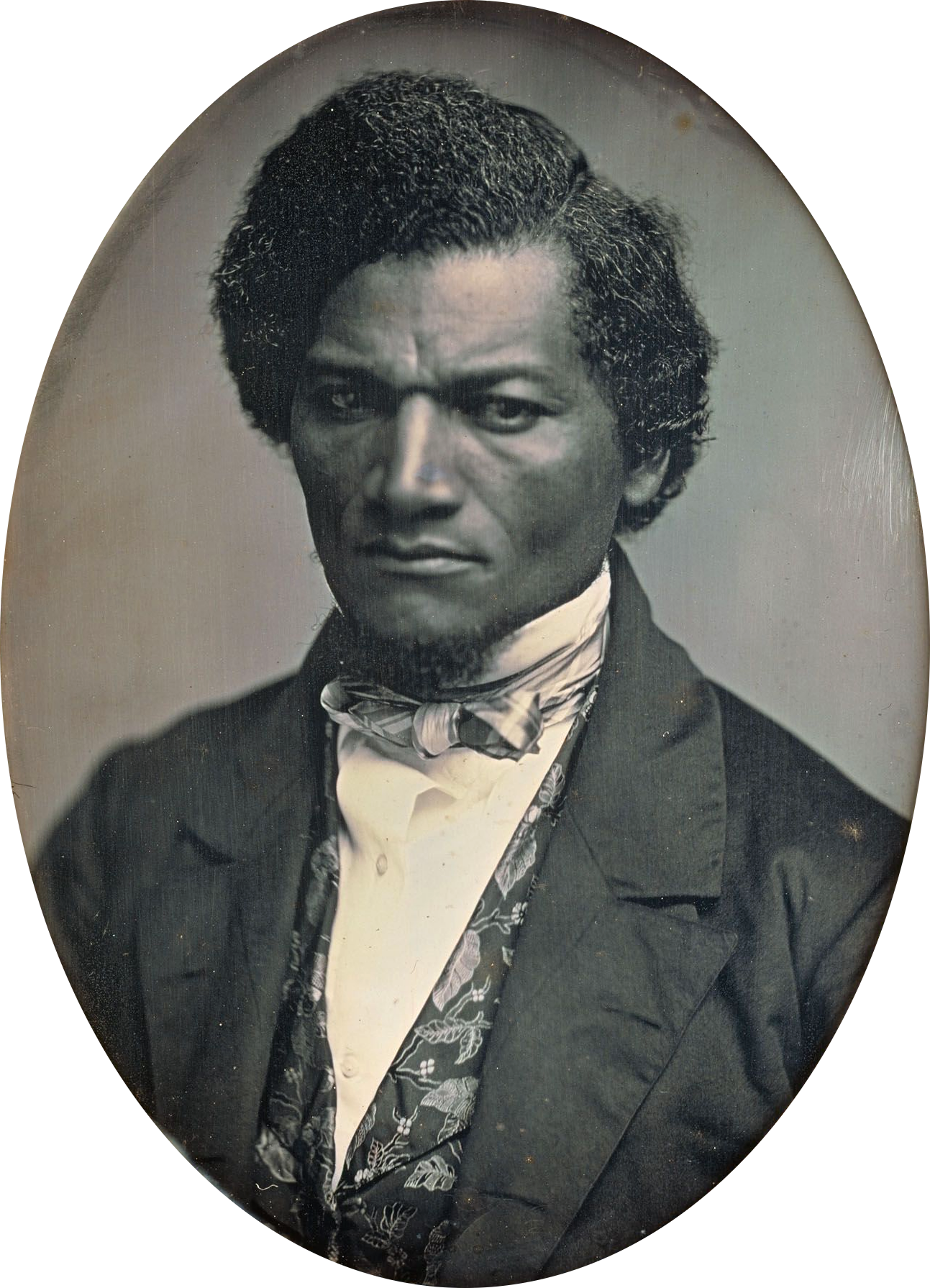
ダグラス（1847年-1852年ごろ）

23歳の時にマサチューセッツ反奴隷制協会にて初の演説を行い、反奴隷制大会の演説の為、6ヶ月間アメリカ合衆国中を旅した。その後「皮膚の色・性別を問わず、人は皆平等の権利を与えられるべきだ。」をモットーに『North Star』紙 (英語) などいくつかの新聞を発行する。他のアフリカ系アメリカ人指導者にしばしば見られた武力をも辞さない急進的な奴隷革命には、ダグラスは肯定的でなかった。黒人のわずかな武力で立ち上がれば、より大きな白人の武力によって徹底して潰されるのが常であった。
著書に「フレデリック・ダグラス自叙伝；アメリカの奴隷」(1845年) がある。一般的に“教養があるはずない”とされていたアフリカン・アメリカ人が本を出版する機会は当時ほぼなかったが、この本は肯定的に迎えられ、ベスト・セラーになりフランス語・オランダ語にも翻訳された。本国で有名になりすぎた為、元奴隷所有者からの告発を懸念して、アイルランドに渡る。アイルランド、イギリスでも講演を行う。
1863年、時の大統領エイブラハム・リンカーン、アンドリュー・ジョンソンなどと黒人参政権について協議した。南北戦争後、解放奴隷救済銀行の総裁を務めた。
南北戦争後の改革やダグラスなどの働きにもかかわらず、自分たちを取り巻く環境にさほど向上がみられないと感じた多くのアフリカ系アメリカ人たちは失望した。彼らは、もはや白人と平等になるという夢を捨てカンサス市などに集団移住して、白人のいない黒人だけの街を形成していった。ダグラスは彼らに「まだ諦めるな」と説いたが、一部の黒人たちに「理想と現実は違う」などと非難されることもあった。

## 晩年
数多くの演説を各地で行いながら、コロンビア特別区（首都ワシントン） の連邦保安官（支局長）、駐アメリカ占領下ハイチ共和国合衆国総領事を歴任する。またアフリカン・メソジスト系教会の司祭職に任命される。
1872年の大統領選挙では、公民権党がダグラスを副大統領候補に指名した。公民権党は弱小短命の泡沫政党ではあったが、ダグラスはアメリカ史上アフリカ系アメリカ人としては初めて副大統領候補に指名されたことになる。ただしダグラス本人はこのことをまったく知らされなかった。
ワシントンD.C.アナコスティア川沿いのダグラスの家は現在「フレデリック・ダグラス国立史跡」となっている。
LIFE誌が1999年に選んだ「この1000年で最も重要な功績を残した世界の人物100人」に選ばれている。

## 語録
- “I am a Republican, a black, dyed in the wool Republican, and I never intend to belong to any other party than the party of freedom and progress.” 
「私は黒人であり、生粋の共和党員である。そして私は自由と前進を求めないような党には、決して属さないつもりだ」[注 2]

- “Those who profess to favor freedom and yet depreciate agitation, are men who want crops without plowing up the ground, they want rain without thunder and lightning. They want the ocean without the roar of its many waters.”
「自由には賛成と公言しながら、激しい討論には眉をひそめる者がいる。彼らはまるで、地を耕さずに収穫を得ようとするようなものだ。雷や稲妻を避けて（恵みの）雨だけを欲したり、決して荒れ狂うことのない大洋を望むようなものだ」

- “To make a contented slave it is necessary to make a thoughtless one. It is necessary to darken the moral and mental vision and, as far as possible, to annihilate the power of reason.”
「奴隷を満足させるには、彼らを考えの全くない人間にする必要がある。モラルや心のビジョンを暗くし、可能な限り、判断力を完全に破壊する必要がある」

- “I assert most unhesitatingly, that the religion of the South is a mere covering for the most horrid crimes - a justifier of the most appalling barbarity, a sanctifier of the most hateful frauds, and a dark shelter under which the darkest, foulest, grossest, and most infernal deeds of slaveholders find the strongest protection.”
「私は全くためらうこと無く強く断言する。合衆国南部という所は、全く忌まわしい犯罪の温床であった。最も酷い残虐な行為を正当化し、最も憎むべき詐欺行為を神聖化し、最も極悪非道な行動をする最も暗く汚く野蛮な奴隷所有者が最も強い保護下に置かれる、暗い収容所であった。」

- “Without struggle, there is no progress.”
「苦闘なくして前進なし」

- “（Lincoln was）the first great man that I talked with in the United States freely who in no single instance reminded me of the difference between himself and myself, of the difference of color.”
「（リンカーンは）合衆国内で私が話した人物の中で最もすぐれていた。彼は、私との間に人間性や皮膚の色の違いを全く感じさせなかった」

- “Once you learn to read, you will be forever free.” 
「ひとたび読むことを学べば、永遠に自由となるだろう」

## 著作
- "Narrative of the Life of Frederick Douglass, an American Slave". (1845)　フレデリック・ダグラス自叙伝
  - 『ニグロ・エッセイ集』橋本福夫、浜本武雄 (編)、早川書房〈黒人文学全集 第11巻〉、(1962)。NCID BN05145028。原題：Collected essays
    - 「奴隷制度を論ず」黄寅秀 (訳)
    - 「私刑について」飛田茂雄 (訳)

  - 岡田誠一 「数奇なる奴隷の半生 : フレデリック・ダグラス自伝」、法政大学出版局〈りぶらりあ選書 〉 (1993) 。ISBN 9784588021497。
  - 『アメリカの奴隷制を生きる : フレデリック・ダグラス自伝』樋口映美 (監修)、専修大学文学部歴史学科南北アメリカ史研究会(訳)、彩流社 (2016)。ISBN 9784779121944。
- "The Heroic Slave". (1853)[11]
- "My Bondage and my Freedom". (1855)[12]　屈従と自由
- "Life and Times of Frederick Douglass (1881,1892)."
  - 稲沢秀夫『わが生涯と時代』、真砂書房 (1970)。全国書誌番号:73005706